# Institut national d'Histoire coréenne
L’Institut national d'Histoire coréenne (국사관) est une structure de recherche spécialisée dans l’histoire de la Corée. Il est créé en 1946 à Séoul, et prend son nom actuel en 1949.